# Universitatea Nanjing
Universitatea Nanjing (abreviată NJU sau NU, uneori numită Universitatea Nanking, în chineză simplificată: 南京大学; chineză tradițională: 南京大學; pinyin: Nánjīng Dàxué), cunoscută sub numele scurt Nanda (în chineză simplificată: 南大; pinyin: Nándà), este o universitate publică mare, cea mai veche instituție de învățământ superior din Nanjing, Jiangsu, și membră a Ligii C9 de universități chineze de elită.
Înființată în 1902 ca Școala Normală Sanjiang, instituția a suferit o serie de schimbări de nume până când a fost redenumită Universitatea Nanjing în 1950. A fuzionat cu Universitatea din Nanking în 1952.
Pe lângă calitatea sa de membră a Ligii C9, Universitatea Nanjing a fost inclusă într-o nouă inițiativă a guvernului de a transforma un grup de universități chineze de elită în instituții recunoscute global. Universitatea este veșnic clasată ca una dintre cele mai bune universități de cercetare din China și una dintre cele mai selective universități din China. Este enumerată printre primele universități la nivel mondial în marile clasamente universitare mondiale. În ceea ce privește rezultatele din cercetare, Natura Index 2017 consideră Universitatea Nanjing ca fiind numărul 2 în China, numărul 3 în Asia-Pacific și numărul 12 în lume.
Nanda are două campusuri: campusul Xianlin, în partea de nord-est a Nanjingului, și campusul Gulou în centrul orașului Nanjing.

## Campus

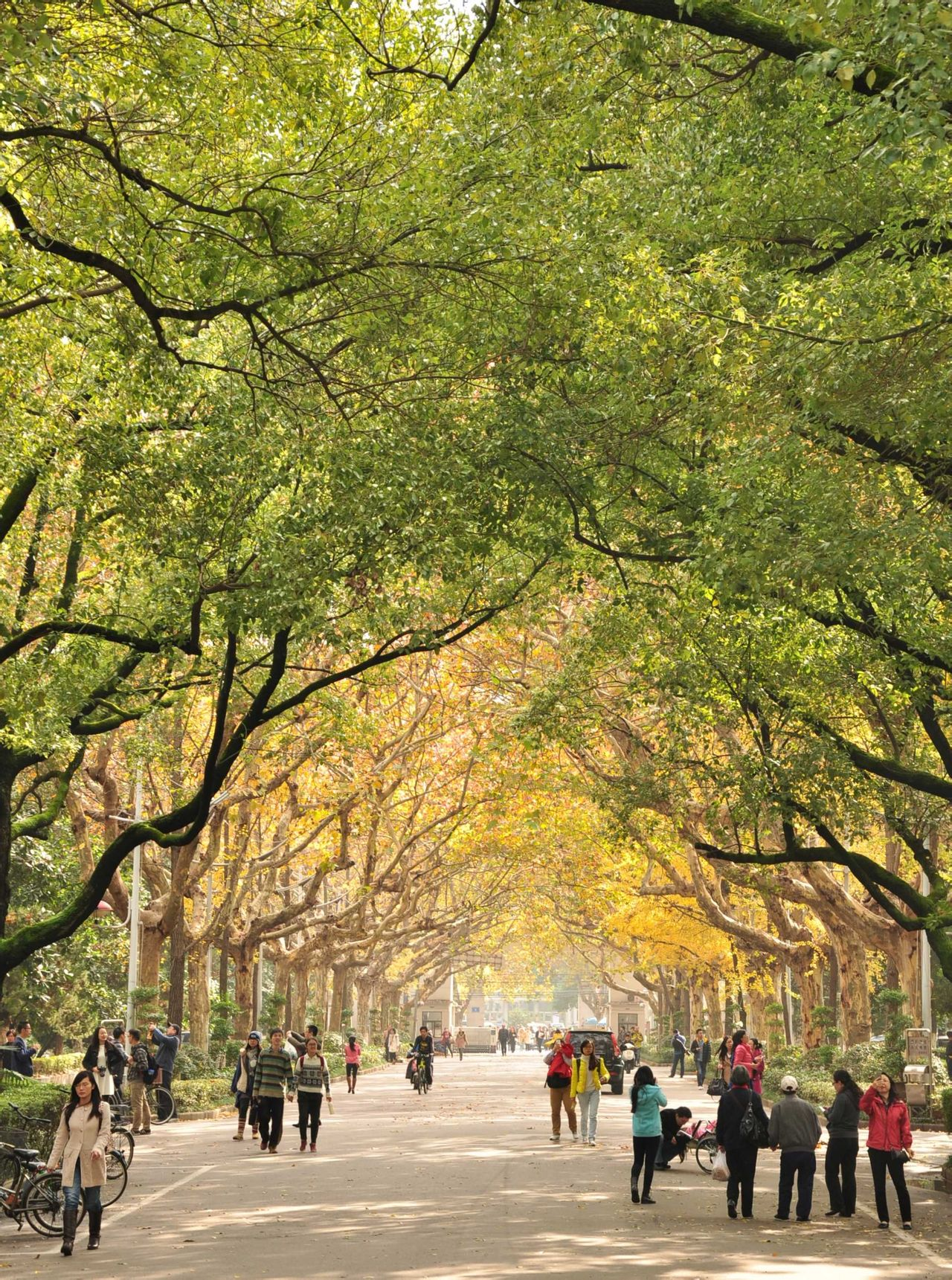
Campusul Gulou toamna

Universitatea Nanjing are trei campusuri principale: Gulou, Xianlin și Pukou. Distanța dintre Gulou și Xianlin este de aproximativ 18 kilometri.
Campusul Gulou este situat în districtul Gulou, în centrul orașului Nanjing. Campusul principal în sine este împărțit în două secțiuni de Șoseaua Hankou: Grădina de Nord, Bei Yuan, este zona de activitate didactică și de cercetare, iar Grădina de Sud, Nan Yuan, conține locuințele atât pentru studenți, cât și pentru personalul academic.
Campusul Pukou este situat în districtul suburban Pukou, în partea de nord a Zonei de Dezvoltare Industrială, și a devenit parte din Universitatea Nanjing în 1993. Odată, campusul Pukou găzduia studenții la licență. În 2009, campusul Pukou a devenit campus pentru studenții la nivel licență ai Colegiului Jinling al Universității Nanjing, care a fost fondat de Universitate în 1998. Institutul de Cercetare Biomedicală al Universității Nanjing este, de asemenea, situat în Pukou.
Campusul Xianlin este situat în partea de nord-est a Nanjingului, la sud de Râul Yangtze și Muntele Qixia, la est de Muntele Violet și la vest de Muntele Baohua. Campusul este gazdă a studenților la licență și unor studenți la master și doctorat. Acesta a fost deschis în septembrie 2009. Linia 2 a Metroului din Nanjing are o stație aici, care permite conexiunea cu metroul între campusurile Xianlin și Gulou.
Universitatea Nanjing și-a mutat campusul de mai multe ori, fiind prezentă istoric în zonele Fuzimiao (pe malul Râului Qinhuai), Gulou, Chaotiangong și Sipailou (la sud de Muntele Qintian). În plus, în timpul războiului cu japonezii, campusul principal s-a mutat în Shapingba, Chungking, iar alte două campusuri secundare, unul în Bohsi, Chungking și unul în Hwahsiba, Chengdu, au devenit parte din Universitatea Chongqing și, respectiv, Universitatea Chinei de Vest (acum facultate de medicină a Universității Sichuan). Este de remarcat faptul că, înainte de război, dezvoltarea rapidă a universității a dus la planificarea unui nou campus principal cu o suprafață de peste 5 km2 la sud de Muntele Niushou, în suburbia sudică a orașului Nanjing. Acesta era în construcție de aproximativ un an când, după război, campusul principal a fost mutat înapoi în Sipailou, iar noul campus Dingjiaqiao a fost construit pentru facultățile de medicină și de agricultură. Universitatea Nanjing s-a mutat în Gulou la șase ani după aceea, iar după încă 60 de ani a apărut campusul Xianlin. Astăzi, campusul Gulou al Universității din centrul orașului se află pe locul fostei Universități Imperiale din Nanjing din timpul dinastiei Liu Song de acum 1500 de ani, la acel moment în vestul orașului.

## Absolvenți notabili
- Cai Li (蔡力), psihometrician.
- Wang Yifang, fizician.
- Li Lu, lider student al mișcării democrației, bancher de investiții, investitor.
- Chen Deming (陈德铭), Președinte al Asociației pentru relațiile din strâmtoarea Taiwan, fost ministru al comerțului din RPC.
- Li Shengjiao (厲聲 教), diplomat senior și jurist care a contribuit la crearea și punerea în aplicare a Convenției Națiunilor Unite asupra dreptului mării.
- Chen Deliang (陈德亮), climatolog, fost director executiv al Consiliului Internațional pentru Știință (ICSU).
- Li Shengjiao (厉声教), diplomat chinez senior, savant, autor bilingv.
- Guo Quan (郭泉), activist pentru drepturile omului, fondator al Partidului Noua Democrație din China și prizonier politic din 2009.
- Zeng Liansong (曾聊松), proiectantul Drapelului Republicii Populare Chineze.
- Kenneth Jinghwa Hsu (許靖華), geolog, paleoclimatolog, oceanograf, autor, câștigător al Medaliei Wollaston, Medaliei Penrose și Medaliei Twenhofel.
- Chang Cheh (Zhang Che, 張徹), „Tatăl noului film Gongfu”, „Nașul cinematografului din Hong Kong”.
- Zhu Guangya (朱光亞), primul președinte al Academiei de Inginerie din China.
- Tang I-Fang (Tang Yifang,唐義方), „Tatăl industriei din Singapore”, fondator al Jurong Industrial Park și Singapore Science Park.
- Feng Kang (馮康), matematician și fondator al metodei elementelor finite.
- Yuan-Cheng Fung (Feng Yuanzhen,馮元楨), fondatorul biomecanicii.
- H.T. Loh (Lu Xiaotong,陸孝同), un lider al programului american Apollo și al programului Mars Exploration.
- Chien-Shiung Wu (Wu Jianxiong,吳健雄), „Prima Doamnă a Fizicii”, primul câștigător al Premiului Wolf în fizică.
- Kwoh-Ting Li (Li Guoding,李國鼎), „Tatăl miracolului economic din Taiwan”.
- Tang Junyi (唐君毅), filosof și cărturar confucianist modern.
- Chen Chung-hwan (Chen Zhonghuan,陳忠寰), un cărturar în filosofia greacă veche și filosofia occidentală.
- Chiang Yee (Jiang Yi,蔣彝), literator, artist, „Călătorul tăcut”.
- He Jr-Hau (He Zhihao, 何志浩), eisteddfod, locotenent general, autorul Cântecului armatei din Republica China.
- Wang Chih-hsin (Wang Zhishen, 王志莘), un fondator și primul director general al fostei Bursa de Valori din Shanghai.
- Hsu Po-Yuan (Xu Boyuan, 徐柏園), fondatorul sistemului băncii centrale chineze.
- Chung-Yao Chao (Zhao Zhongyao, 趙忠堯), omul de știință care a captat pozitronul prin anihilarea electron-pozitron și a testat existența antimateriei.
- Y.H. Woo (Wu Youxun, 吳有訓), un lider al științei fizice moderne chineze și omul de știință fizic care a verificat efectul Compton (difracția cu raze X).
- Slater Rhea (Shuai De, 帅德), cântăreață americană și personalitate TV la CCTV; absolvent de masterat la Centrul Hopkins-Nanjing.
- Zhenan Bao (Bao Zhenan, 鲍哲南), profesor de inginerie chimică și știință și inginerie a materialelor la Universitatea Stanford.
- Xiang Zhang (Zhang Xiang, 张翔), profesor titular la Universitatea din California, Berkeley.